# سروکاج‌ها
سَروکاج‌ها (نام علمی: Callitris) نام یک سرده از خانواده سرویان است.